# Schlafprofil
Ein Schlafprofil (auch „Hypnogramm“) ist in Schlafforschung und Schlafmedizin eine grafische Darstellung der im Verlauf des Schlafes erreichten Schlafstadien.
Das Schlafprofil ist eines der Ergebnisse einer Auswertung einer mittels Polysomnographie durchgeführten Untersuchung und dient der Bewertung des Schlafes im Rahmen der Diagnose von Schlafstörungen. Diese Darstellung macht Besonderheiten wie die Abweichung vom üblichen Schlafzyklus in Abfolge und Dauer deutlich und gibt so Hinweise auf mögliche Erkrankungen.

## Inhalt des Diagramms

Hypnogramm mit einem Schlafzyklus – hier folgte nach kurzem Wachliegen (W) etwas Leichtschlaf (N1), unterbrochen von erneutem Wachwerden, danach etwas Schlaf der Stadien N2 und ausgiebig Tiefschlaf (N3) sowie 13 Minuten REM-Schlaf (R)

Die x-Achse des Diagramms gibt die Zeit und die y-Achse die Schlafstadien wieder. Die Schlafstadien werden durch Ableitung von Elektroenzephalografie (EEG), Elektrookulografie (EOG) und Elektromyografie (EMG) in einer polysomnographischen Untersuchung bestimmt.
Die Benennung der Schlafstadien folgt der Unterteilung des Schlafes in die beiden Formen REM-Schlaf und Non-REM-Schlaf (auch NREM-Schlaf genannt). Der REM-Schlaf wird als „Schlafstadium R“ bezeichnet. Der NREM-Schlaf wird als „Schlafstadium N“ bezeichnet und weiter unterteilt in die Stadien N1, N2 und N3. Die Bezeichnung „Stadium W“ steht im Hypnogramm für den Wachzustand.
Diese Nomenklatur und das umfangreiche Regelwerk für die Zuordnung der Schlafstadien gehen auf eine Veröffentlichung der American Academy of Sleep Medicine aus dem Jahr 2007 zurück.
Eine frühere Nomenklatur folgte einer Veröffentlichung von Allan Rechtschaffen und Anthony Kales aus dem Jahr 1968. Dort wurde der NREM-Schlaf in 4 Stadien unterteilt, 2 Leichtschlafstadien (I und II) und 2 Tiefschlafstadien (III und IV). Die beiden Tiefschlafstadien werden nun als Schlafstadium N3 zusammengefasst.

## Polysomnographie
Untersuchungen mittels Polysomnographie werden in einem entsprechend ausgestatteten Schlaflabor vorgenommen und sind mit hohem Aufwand verbunden. Der Proband muss mindestens eine Nacht sowie die Zeit für Vor- und Nachbereitung im Schlaflabor verbringen. Im Schlaflabor ist neben Räumlichkeiten und eingesetzter Technik Personal für die Überwachung der Messung erforderlich.
Fälle, in denen die Polysomnographie und damit Schlafprofile zur adäquaten differentialdiagnostischen Abklärung im Hinblick auf die Beschwerde des „Nicht erholsamen Schlafes“ erforderlich sind, werden in der Leitlinie „Nicht erholsamer Schlaf/Schlafstörungen“ aufgeführt.
Die Polysomnographie kommt auch bei den Untersuchungen Multipler Schlaflatenztest (MSLT) und Multipler Wachbleibetest (MWT) zum Einsatz.